# 石川直生
石川 直生（いしかわ なおき、1979年4月18日 - ）は、日本の男性キックボクサー。東京都出身。青春塾所属。

## 来歴
1998年、日本大学第一高等学校卒業。
1999年1月24日、ニュージャパンキックボクシング連盟でプロデビュー。当時は所属していた岩本道場がNJKF所属であったが、全日本キックボクシング連盟に移籍（道場名も青春塾に変更）。
2000年1月21日、2戦目かつAJKFデビュー戦で森下知之と対戦し、膝蹴りによるKO勝ちを収めた。
2003年9月、全日本フェザー級挑戦者決定戦で山本元気と対戦しＫＯ負け。
2004年10月17日、全日本フェザー級挑戦者決定戦で山本真弘と対戦し、判定負け。
2005年6月、ＩＫＵＳＡ-ＧＰ1回戦でＴＵＲＢＯにＫＯ勝ち。2005年9月、ＩＫＵＳＡ-ＧＰの決勝で山本真弘にＫＯ負けし準優勝。
2005年11月12日、33年ぶりの復活となった全日本スーパーフェザー級王座決定トーナメントに出場。準決勝でラスカル・タカと対戦し、左まぶたのカットによりTKO勝ち。2006年1月4日、スーパーフェザー級王座決定戦で前田尚紀と対戦。1R終了時に額陥没骨折の疑いでドクターストップ勝ち。スーパーフェザー級王座を獲得した。
2006年5月、大宮司進に判定負け。
2006年7月23日、全日本スーパーフェザー級タイトルマッチで正巳と対戦し、膝蹴りでKO勝ち。初防衛に成功した。
2006年10月8日、AJKF興行「青春塾祭り 〜Naokick's〜」をプロデュース。藤原あらし、サトルヴァシコバもモデルとして登場したファッションショーとキックボクシングの試合が融合した興行となった。石川自身もメインイベントで大高一郎に判定勝ちし、興行を締めくくった。
2007年1月、日本人キラーであるワンロップ・ウィラサクレックと判定ドロー。2007年4月、梶原龍児と判定ドロー。
2007年8月25日、AJKFのKick Returnトーナメント1回戦で村浜武洋と対戦し、判定勝ち。10月25日の準決勝では山本真弘と対戦し、判定負け。
2008年1月4日、「NAOKICK試練の七番勝負」第1戦をファイヤー原田と対戦し、KO勝ち。
2008年4月、山本元気を肘で切り裂いてＴＫＯ勝ち。
2008年6月22日、「NAOKICK試練の七番勝負」第4戦をカノンスック・ウィラサクレックと対戦し、左ミドルキックでKO負け。なお、カノンスックは試合前計量をクリアできなかった。
2008年11月、タヌンチャイにＴＫＯ勝ち。
2009年1月4日、「NAOKICK試練の七番勝負」第7戦をスアフワンレック・シービューガーデンと対戦し、左跳び膝蹴りでKO勝ち。試練の七番勝負の最終戦績を5勝2敗とした。試合後には「今年はDynamite!!に出たい」と発言した。
2009年3月14日、K-1ルールの大会「Krush.2」で大月晴明と対戦し、右フックでKO負けを喫した。
2009年6月21日、全日本スーパーフェザー級タイトルマッチで前田尚紀と対戦し、判定ドローで2度目の防衛に成功した。
2009年8月14日、Krushライト級グランプリ2009に出場。1回戦でTURBO、準々決勝で水落洋祐にそれぞれ右ハイキックでKO勝ちを収め、ベスト4進出を決めた。11月2日、準決勝で"狂拳"竹内裕二に左跳び膝蹴りでKO勝ちを収めた。しかし、竹内のパンチで左まぶたをカットしていたため、ドクターストップとなり決勝進出ならず。
2010年1月4日、Krush.5でジョン・デニスと対戦し、1Rに3度のダウンを奪われKO負け。大晦日のDynamite!!への出場は叶わなかったものの、谷川貞治K-1プロデューサー推薦選手との対戦となった。
2010年5月2日、K-1デビューとなったK-1 WORLD MAX 2010 〜-63kg Japan Tournament 1st Round〜で渡辺理想と対戦し、判定勝ち。
2010年7月5日、K-1 WORLD MAX 2010 〜-63kg Japan Tournament FINAL〜の準々決勝で才賀紀左衛門と対戦し、1Rに右ストレートでダウンを奪われた上で0-3の判定負け。
2010年8月14日、Krush.9で梶原龍児と対戦。3Rにダウンを奪われ、0-3の判定負けを喫した。
2010年12月12日、Krush初代王座決定トーナメント～Round.1～のメインイベントで卜部弘嵩と対戦。2Rにダウンを奪われ、0-2の判定負けを喫した。
2連敗中からの再浮上のきっかけを掴むために参戦したが失敗に終わる。
2011年5月29日、Krush -70kg初代王座決定トーナメント ～開幕戦～の特別試合(首相撲からの膝蹴り・肘打ち有りのキックルール)で、森重真と対戦し、2Rに3度のダウンを奪いTKO勝ちを収めた。

## 戦績
| キックボクシング 戦績 | キックボクシング 戦績 | キックボクシング 戦績 | キックボクシング 戦績 | キックボクシング 戦績 | キックボクシング 戦績 | キックボクシング 戦績 |
| --------------------- | --------------------- | --------------------- | --------------------- | --------------------- | --------------------- | --------------------- |
| 59 試合               | (T)KO                 | 判定                  | その他                | 引き分け              | 無効試合              |                       |
| 35 勝                 | 18                    | 16                    | 1                     | 6                     | 0                     |                       |
| 18 敗                 | 8                     | 9                     | 1                     | 6                     | 0                     |                       |

| 勝敗 | 対戦相手                                       | 試合結果                                           | 大会名 | 開催年月日     |
| △    | 卜部弘嵩                                       | 3R終了 判定1-0                                     | Krush.25 ～TEAM DRAGON 10th Anniversary～ 【Krush－60kg級タイトルマッチ】                                                             | 2012年12月14日 |
| ○    | 翔・センチャイジム                             | 3R終了 判定3-0                                     | Krush.23 | 2012年10月8日  |
| ○    | 板橋寛                                         | 3R終了 判定3-0                                     | Krush.19 | 2012年6月8日   |
| △    | 卜部弘嵩                                       | 3R終了 判定0-0                                     | Krush.15 【Krush -60kg級タイトルマッチ】                                                                                              | 2012年1月9日   |
| ×    | 中須賀芳徳                                     | 5R終了 判定0-3                                     | ニュージャパンキックボクシング連盟「15周年記念シリーズ NEW JAPAN BLOOD 7」 【WBCムエタイ日本スーパーフェザー級タイトルマッチ】        | 2011年7月17日  |
| ○    | 森重真                                         | 2R 2:17 TKO(3ノックダウン：ボディへの膝蹴り)       | Krush -70kg初代王座決定トーナメント ～開幕戦～ 【特別試合】                                                                           | 2011年5月29日  |
| ×    | 卜部弘嵩                                       | 3R終了 判定0-2                                     | Krush初代王座決定トーナメント～Round.1～ 【Krush－60kg初代王座決定トーナメント1回戦】                                                 | 2010年12月12日 |
| ×    | 梶原龍児                                       | 3R終了 判定0-3                                     | Krush.9 | 2010年8月14日  |
| ×    | 才賀紀左衛門                                   | 3R終了 判定0-3                                     | K-1 WORLD MAX 2010 〜-70kg World Championship Tournament FINAL16 / -63kg Japan Tournament FINAL〜 【-63kg Japan Tournament 準々決勝】 | 2010年7月5日   |
| ○    | 渡辺理想                                       | 3R終了 判定3-0                                     | K-1 WORLD MAX 2010 〜-63kg Japan Tournament 1st Round〜 【1回戦】                                                                     | 2010年5月2日   |
| ×    | ジョン・デニス                                 | 1R 2:19 KO（3ノックダウン：左フック）              | Krush.5 | 2010年1月4日   |
| ○    | "狂拳"竹内裕二                                 | 2R 2:27 KO（左跳び膝蹴り）                         | Krushライト級グランプリ2009 〜決勝戦 Final Round〜 【Krushライト級グランプリ2009 準決勝】                                             | 2009年11月2日  |
| ○    | 水落洋祐                                       | 1R 3:00 KO（右ハイキック）                         | Krushライト級グランプリ2009 〜開幕戦 Round.2〜 【Krushライト級グランプリ2009 準々決勝】                                               | 2009年8月14日  |
| ○    | TURBO                                          | 3R 2:45 KO（右ハイキック）                         | Krushライト級グランプリ2009 〜開幕戦 Round.2〜 【Krushライト級グランプリ2009 1回戦】                                                  | 2009年8月14日  |
| △    | 前田尚紀                                       | 5R終了 判定1-0                                     | 全日本キックボクシング連盟「野良犬電撃作戦2009」 【全日本スーパーフェザー級タイトルマッチ】                                           | 2009年6月21日  |
| ○    | 上松大輔                                       | 3R+延長R終了 判定3-0                               | 全日本キックボクシング連盟「Krush.3」                                                                                                 | 2009年5月17日  |
| ×    | 大月晴明                                       | 3R 2:37 KO（右フック）                             | 全日本キックボクシング連盟「Krush.2」                                                                                                 | 2009年3月14日  |
| ○    | スアフワンレック・シービューガーデン           | 3R 0:59 KO（左跳び膝蹴り）                         | 全日本キックボクシング連盟「New Year Kick Festival 2009」                                                                             | 2009年1月4日   |
| ○    | タヌンチャイ・ソー.ポンチャイ                  | 3R TKO（レフェリーストップ：左跳び膝蹴り）         | スッグ・プンパンムアン（ルンピニー・スタジアム）                                                                                      | 2008年11月21日 |
| ×    | ペッエーク・ソー.スワンパクティー              | 2R 2:59 TKO（ドクターストップ：額カット）          | 全日本キックボクシング連盟「SWORD FIGHT 2008 〜日本VSタイ5対5マッチ〜」                                                               | 2008年9月19日  |
| ×    | カノンスック・ウィラサクレック                 | 4R 2:31 KO（左ミドルキック）                       | 全日本キックボクシング連盟「野良犬電撃作戦」                                                                                          | 2008年6月22日  |
| ○    | 山本元気                                       | 3R 2:37 TKO（ドクターストップ：額カット）          | 全日本キックボクシング連盟「Spring Storm」                                                                                            | 2008年4月26日  |
| ○    | 赤羽秀一                                       | 5R終了 判定3-0                                     | 全日本キックボクシング連盟「CUB☆KICK'S-9」                                                                                            | 2008年2月9日   |
| ○    | ファイヤー原田                                 | 2R 2:41 KO（3ノックダウン：右ハイキック）          | 全日本キックボクシング連盟「New Year Kick Festival 2008」                                                                             | 2008年1月4日   |
| ×    | 山本真弘                                       | 3R終了 判定0-3                                     | 全日本キックボクシング連盟 「浪漫」 Kick Return Kickboxer of the best 60 Tournament 〜決勝戦〜 【Kick Returnトーナメント 準決勝】     | 2007年10月25日 |
| ○    | 村浜武洋                                       | 5R終了 判定3-0                                     | 全日本キックボクシング連盟 「浪漫」 Kick Return Kickboxer of the best 60 Tournament 〜開幕戦〜 【Kick Returnトーナメント 1回戦】      | 2007年8月25日  |
| ○    | チャーンヴィットノーイ・シットチャーンヴィット | 3R 2:06 TKO（レフェリーストップ：パンチ）          | スッグ・ラジャダムナン・チューチャルーン                                                                                              | 2007年6月17日  |
| △    | 梶原龍児                                       | 5R終了 判定0-1                                     | 全日本キックボクシング連盟「New Deal」                                                                                                | 2007年4月15日  |
| △    | ワンロップ・ウィラサクレック                   | 5R終了 判定0-1                                     | 全日本キックボクシング連盟「New Year Kick Festival 2007」                                                                             | 2007年1月4日   |
| ○    | 大高一郎                                       | 5R終了 判定3-0                                     | 全日本キックボクシング連盟「青春塾祭り 〜Naokick's〜」                                                                                | 2006年10月8日  |
| ○    | 正巳                                           | 1R 2:24 KO（3ノックダウン：膝蹴り）                | 全日本キックボクシング連盟「Spear of Destiny」 【全日本スーパーフェザー級タイトルマッチ】                                             | 2006年7月23日  |
| ×    | 大宮司進                                       | 3R終了 判定0-2                                     | 全日本キックボクシング連盟「CROSSOVER」                                                                                               | 2006年5月14日  |
| ○    | デッドゥワン・ポー.ヂャルンチャイ              | 5R終了 判定2-0                                     | 全日本キックボクシング連盟「SWORD FIGHT 2006」                                                                                        | 2006年3月19日  |
| ○    | 前田尚紀                                       | 1R終了時 TKO（ドクターストップ：額陥没骨折の疑い） | 全日本キックボクシング連盟「New Year Kick Festival 2006」 【全日本スーパーフェザー級王座決定戦】                                      | 2006年1月4日   |
| ○    | ラスカル・タカ                                 | 2R 0:57 TKO（ドクターストップ：左まぶたカット）    | 全日本キックボクシング連盟「Fight Must Go On」 【全日本スーパーフェザー級王座決定トーナメント 準決勝】                                | 2005年11月12日 |
| ×    | 山本真弘                                       | 3R 2:05 KO（2ノックダウン：パンチ連打）            | IKUSA GP -U60 SUPERSTAR☆Z TOURNAMENT -FINAL STAGE- 【IKUSA -U60 GP 決勝】                                                             | 2005年9月19日  |
| ○    | KAWASAKI                                       | 3R終了 判定2-0                                     | IKUSA GP -U60 SUPERSTAR☆Z TOURNAMENT -FINAL STAGE- 【IKUSA -U60 GP 準決勝】                                                           | 2005年9月19日  |
| ○    | TURBΦ                                          | 3R 1:16 KO（2ノックダウン：右ストレート）          | IKUSA GP -U60 SUPERSTAR☆Z TOURNAMENT -Opening Stage- 【IKUSA -U60 GP 1回戦】                                                          | 2005年6月18日  |
| ○    | リアム・ラケットー                             | 1R終了時 TKO（ドクターストップ：額カット）         | 全日本キックボクシング連盟「RUSH!」                                                                                                   | 2005年3月18日  |
| ○    | 森山直樹                                       | 1R 1:40 KO（左ストレート）                         | 全日本キックボクシング連盟「SURVIVOR」                                                                                                | 2005年1月4日   |
| ×    | 山本真弘                                       | 5R終了 判定0-3                                     | 全日本キックボクシング連盟「HARD BLOW」 【全日本フェザー級挑戦者決定戦】                                                              | 2004年10月17日 |
| ○    | 竹村健二                                       | 3R終了 判定3-0                                     | 全日本キックボクシング連盟「全日本ライト級最強決定トーナメント2004 FINAL STAGE」                                                      | 2004年6月18日  |
| ○    | 岩浅晶士                                       | 3R終了 判定3-0                                     | 全日本キックボクシング連盟「全日本ライト級最強決定トーナメント2004 1st STAGE」                                                        | 2004年3月13日  |
| ×    | 山本元気                                       | 2R 2:12 KO（3ノックダウン：ローキック）            | 全日本キックボクシング連盟「KNOCK DOWN」 【全日本フェザー級挑戦者決定戦】                                                             | 2003年9月27日  |
| ○    | 村山良和                                       | 2R 2:55 TKO（ドクターストップ：カット）            | 全日本キックボクシング連盟「全日本ライト級最強決定トーナメント 〜決勝戦〜」                                                           | 2003年5月23日  |
| ○    | 尾田淳史                                       | 3R終了 判定3-0                                     | 全日本キックボクシング連盟「RED ZONE」                                                                                                | 2003年2月7日   |
| ○    | ラスカル・タカ                                 | 3R終了 判定3-0                                     | 全日本キックボクシング連盟「BACK FROM HELL-I」                                                                                        | 2002年11月17日 |
| ×    | 前田尚紀                                       | 3R 2:54 KO（パンチ連打）                           | 全日本キックボクシング連盟「GOLDEN TRIGGER」 【全日本フェザー級王座決定トーナメント 準決勝】                                          | 2002年9月6日   |
| ×    | 前田尚紀                                       | 不戦敗（負傷）                                     | 全日本キックボクシング連盟「OVER the EDGE」                                                                                           | 2002年3月17日  |
| ○    | 新宅正章                                       | 3R 3:05 KO（右膝蹴り）                             | 全日本キックボクシング連盟「BULLET」                                                                                                  | 2001年12月9日  |
| ○    | 山本元気                                       | 3R終了 判定3-0                                     | 全日本キックボクシング連盟「BLAZE UP」                                                                                                | 2001年7月22日  |
| ○    | ガン・ヒョン・グン                             | 3R終了 判定3-0                                     | 全日本キックボクシング連盟「CROSS FIRE-I」                                                                                            | 2001年3月16日  |
| ○    | 山本元気                                       | 不戦勝                                             | 全日本キックボクシング連盟「LEGEND-X」                                                                                                | 2000年11月29日 |
| △    | 山本元気                                       | 3R終了 判定1-0                                     | 全日本キックボクシング連盟「LEGEND-VIII」                                                                                             | 2000年9月13日  |
| ×    | 杉上直之                                       | 1R 0:52 KO                                         | 全日本キックボクシング連盟「LEGEND-VI」                                                                                               | 2000年6月20日  |
| ×    | 小久保優                                       | 3R終了 判定0-3                                     | 全日本キックボクシング連盟「LEGEND-IV」                                                                                               | 2000年4月27日  |
| ×    | 笠原大介                                       | 3R終了 判定0-3                                     | 全日本キックボクシング連盟「LEGEND-II」                                                                                               | 2000年2月20日  |
| ○    | 森下知之                                       | 3R 1:15 KO（膝蹴り）                               | 全日本キックボクシング連盟「LEGEND-I」                                                                                                | 2000年1月21日  |
| ○    | 高間秀明                                       | 3R終了 判定3-0                                     | ニュージャパンキックボクシング連盟「achivement 1 〜約束の地へ到達〜」」                                                               | 1999年1月24日  |

## 獲得タイトル
- 第2代全日本キックボクシング連盟スーパーフェザー級王座